# Cadre-45/2-Weltmeisterschaft 1925

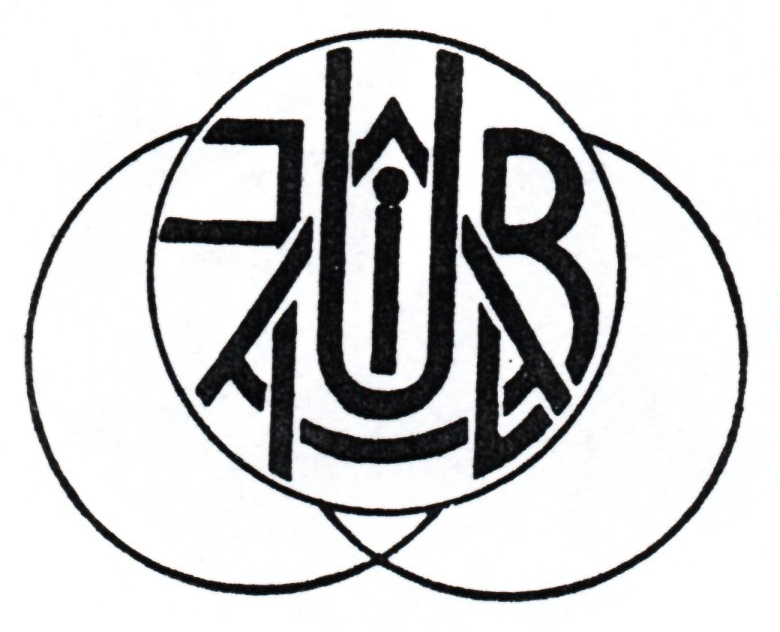
Logo UIFAB (ausrichtender Verband)

Veranstaltungsort: Paris

Die Cadre-45/2-Weltmeisterschaft 1925 war die 18. Weltmeisterschaft, die bis 1947 im Cadre 45/2 und ab 1948 im Cadre 47/2 ausgetragen wurde. Das Turnier fand vom 14. bis zum 18. April 1925 in Paris in Frankreich statt.

## Geschichte
Vor dem eigentlichen Turnier wurde, wie schon 1924, eine Qualifikation um die Endrundenplätze 1 bis 6 gespielt. Fünf Spieler waren gesetzt. Der verbleibende sechste Platz wurde von den Akteuren Théo Moons, Marcel van Leemput, Charles Darantière und Jean-Pierre Martenet im Round Robin Modus ausgespielt. Diese Qualifikation gewann der Belgier Théo Moons.

## Turniermodus
Das ganze Turnier wurde im Round Robin System bis 400 Punkte gespielt. Bei MP-Gleichstand (außer bei Punktgleichstand beim Sieger) wird in folgender Reihenfolge gewertet:
1. MP = Matchpunkte
2. GD = Generaldurchschnitt
3. HS = Höchstserie

## Geschichte
Nach Abschluss des Hauptturniers hatten die ersten vier Spieler mit 6:4 die gleiche Anzahl von Matchpunkten. Es wurde eine Entscheidung gespielt mit allen vier Spielern im Round Robin Modus. Hier gewann Jan Dommering alle drei Partien und wurde der Cadre 45/2 Weltmeister 1925.

## Abschlusstabelle
| MP    | Match Points (Sieger = 2; Unentschieden = 1; Verlierer = 0) |
| Pkte. | Erzielte Karambolagen                                       |
| Aufn. | Benötigte Versuche                                          |
| GD    | Generaldurchschnitt                                         |
| BED   | Bester Einzeldurchschnitt eines Spielers                    |
| HS    | Höchstserie                                                 |
|       | Bester GD des Turniers                                      |
|       | Bester ED des Turniers                                      |
|       | Beste HS des Turniers                                       |
|       | 1. Platz (Gold)                                             |
|       | 2. Platz (Silber)                                           |
|       | 3. Platz (Bronze)                                           |

| Platz                                        | Name                 | MP   | Pkte | Aufn. | GD    | BED   | HS  |
| -------------------------------------------- | -------------------- | ---- | ---- | ----- | ----- | ----- | --- |
| 1                                            | Jan Dommering        | 6:4  | 1804 | 110   | 16,40 | 23,52 | 138 |
| 2                                            | Théo Moons           | 6:4  | 1873 | 90    | 20,81 | 30,76 | 134 |
| 3                                            | Albert Corty         | 6:4  | 1771 | 110   | 16,10 | 23,52 | 116 |
| 4                                            | Gustave van Belle    | 6:4  | 1774 | 111   | 15,98 | 19,04 | 130 |
| 5                                            | Edmond Soussa        | 4:6  | 1473 | 89    | 16,55 | 20,00 | 85  |
| 6                                            | Rudolphe Agassiz     | 2:8  | 1181 | 90    | 13,10 | 21,05 | 100 |
| 7                                            | Marcel van Leemput   | 4:2  | 998  | 51    | 19,56 | 36,36 | 223 |
| 8                                            | Charles Darantière   | 2:4  | 755  | 49    | 15,40 | 28,57 | 127 |
| 9                                            | Jean-Pierre Martenet | 0:6  | 667  | 50    | 13,34 | –     | 74  |
| Turnierdurchschnitt: 16,45                   |                      |      |      |       |       |       |     |
| Stichpartien                                 |                      |      |      |       |       |       |     |
| 1                                            | Jan Dommering        | 6:0  | 1200 | 67    | 17,91 | 26,66 | 88  |
| 2                                            | Théo Moons           | 4:2  | 1197 | 52    | 23,01 | 25,00 | 140 |
| 3                                            | Albert Corty         | 2:4  | 946  | 48    | 19,70 | 23,52 | 212 |
| 4                                            | Gustave van Belle    | 0:6  | 854  | 65    | 13,13 | –     | 80  |
| nach Stichpartien                            |                      |      |      |       |       |       |     |
| 1                                            | Jan Dommering        | 12:4 | 3004 | 177   | 16,97 | 26,66 | 138 |
| 2                                            | Théo Moons           | 10:6 | 3070 | 142   | 21,61 | 30,76 | 140 |
| 3                                            | Albert Corty         | 8:8  | 2717 | 158   | 17,19 | 23,52 | 212 |
| 4                                            | Gustave van Belle    | 6:10 | 2628 | 176   | 14,93 | 19,04 | 130 |
| Turnierdurchschnitt: 16,97 (mit Stichpartie) |                      |      |      |       |       |       |     |

## Herausforderungsmatch
Auch in diesem Jahr gab es ein Herausforderungsmatch. Nach Beschluss des UIFAB fand es zum letzten Mal statt. Es fand vom 31. Oktober bis zum 1. November 1925 in Arnheim, dem Heimatort von Jan Dommering statt. Gespielt wurden drei Abschnitte bis 400 Punkte. Alle drei Abschnitte gewann der Belgier. Er wurde in den Listen der Weltmeister aber nicht geführt.

## Gespielte Abschnitte
| Name          | Pkte. | Aufn. | GD    | BED   | HS  |
| ------------- | ----- | ----- | ----- | ----- | --- |
| Théo Moons    | 400   | 12    | 33,33 | 33,33 | 121 |
| Jan Dommering | 117   | 12    | 9,75  | -     | 43  |

| Name          | Pkte. | Aufn. | GD    | BED   | HS |
| ------------- | ----- | ----- | ----- | ----- | -- |
| Théo Moons    | 400   | 15    | 26,66 | 26,66 | 83 |
| Jan Dommering | 246   | 15    | 16,40 | -     | 60 |

| Name          | Pkte. | Aufn. | GD    | BED   | HS  |
| ------------- | ----- | ----- | ----- | ----- | --- |
| Théo Moons    | 400   | 22    | 18,18 | 18,18 | 103 |
| Jan Dommering | 398   | 22    | 18,09 | -     | 102 |

| Platz | Name          | MP  | Pkte. | Aufn. | GD    | BED   | HS  |
| ----- | ------------- | --- | ----- | ----- | ----- | ----- | --- |
| 1     | Théo Moons    | 6:0 | 1200  | 49    | 24,48 | 33,33 | 121 |
| 2     | Jan Dommering | 0:6 | 761   | 49    | 15,53 | -     | 102 |